# أبو طيلون ابن سينا

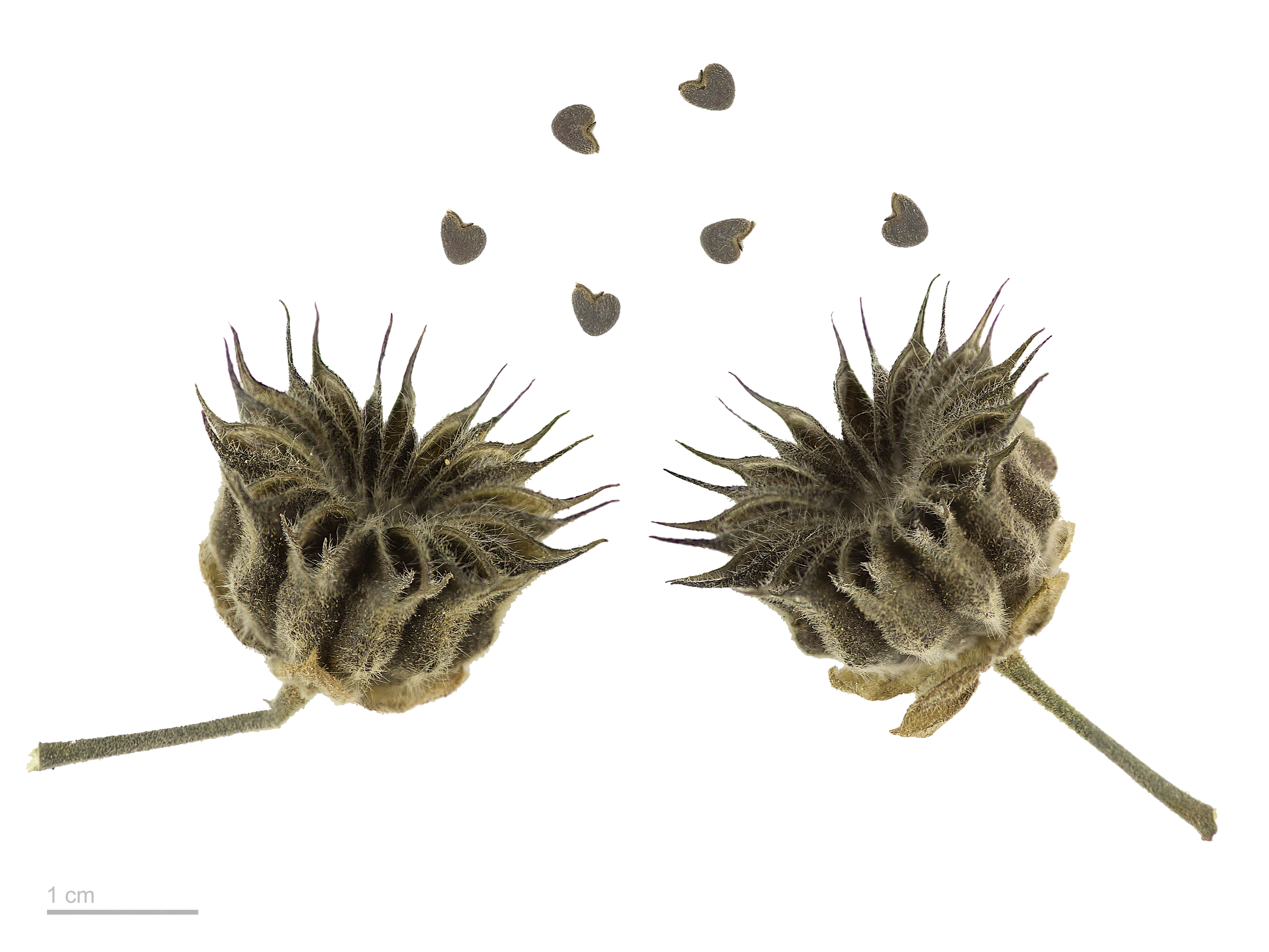
Abutilon theophrasti

أبو طيلون ابن سينا (باللاتينية: Abutilon avicennae) أو أبو طيلون ثيوفراستي (نسبة إلى ثيوفراستوس) (باللاتينية: Abutilon theophrasti) نوع نباتي ينتمي إلى جنس أبو طيلون من الفصيلة الخبازية.

## الموئل والانتشار
موطن أبو طيلون ابن سينا هو المناطق الاستوائية في جنوب آسيا ولكنه انتشر في مناطق كثيرة كحشيشة ضارة.